# Bladbemesting
Bij bladbemesting worden opgeloste voedingsstoffen op het blad van de planten aangebracht, die bestaan uit minerale zouten en natuurlijke organische complexen (chelaten). Chelaten kunnen natuurlijk of synthetisch zijn, bijvoorbeeld ijzerchelaat. Bladbemesting kan via de huidmondjes, de bladharen, door de cuticula of door opname en afgifte van de plantcellen (endocytose). De manier die wordt toegepast is geheel afhankelijk van wat de bladbemesting activeert. De opname van de in de spuitvloeistof opgeloste stoffen is nogal beperkt. Verbindingen met een laag molecuulgewicht, zoals suiker, mineralen en water, kunnen via hydrofiele poriën passeren. Deze poriën hebben een diameter van één nanometer, waardoor ureum (heeft een diameter van 0,44 nanometer) gemakkelijk doorheen gaat. De poriën zijn negatief geladen, waardoor kationen gemakkelijker kunnen passeren dan anionen. Hierdoor zal ammonium sneller worden opgenomen dan nitraat. Poriën komen vooral veel voor in de celwand van sluitcellen van huidmondjes, wat de vaak waargenomen positieve correlatie verklaart tussen het aantal huidmondjes en de opname van voedingsstoffen uit vloeibare toegediende meststoffen.
De verdere opname in de cel verloopt op dezelfde manier als door de wortels via de apoplast opgenomen voedingsstoffen. Bij dezelfde externe voedingsstoffenconcentratie is de opnamesnelheid echter aanzienlijk lager voor bladeren dan voor wortels vanwege de poriëngrootte. In tegenstelling tot wortels wordt de opname van ionen door bladeren bevorderd door licht. De absorptiesnelheid hangt ook af van de interne voedingsstoffenconcentratie, de opname is sneller als er een tekort aan voedingsstoffen is.
In natuurlijke ecosystemen is de opname van voedingsstoffen alleen van belang voor distikstof (stikstofkringloop) en zwavel.
Bladbemesting voorziet de planten doorgaans sneller van voedingsstoffen dan conventionele bodembemesting. Daarom wordt het, ondanks enkele nadelen, op veel gebieden, zoals in de fruitteelt, gebruikt.
De nadelen zijn onder meer:
- Spuitvloeistofdruppels rollen van het hydrofobe bladoppervlak af. Toevoeging van een oppervlakte-actieve stof kan dit tegengaan
- Wegspoeling door de regen
- Bepaalde voedingsstoffen zoals calcium kunnen niet meer vanuit de bladeren naar andere delen van de plant worden getransporteerd.
- Bij bladbemesting kan slechts een beperkte hoeveelheid voedingsstoffen worden toegediend (uitzondering is ureum)
- Het kan schade aan het blad veroorzaken: necrose en brandverbranding.

Onder bepaalde omstandigheden is bladbemesting nog steeds van groot praktisch belang:
- Lage verdamping van de plant
- Te natte of te koude grond of teeltsubstraat
- Slecht wortelgestel
- Snelle groei van de plant
- Hoge pH in het wortelmilieu
- Zware plantbelasting door stressfactoren, zoals droge of natte grond
- Bij calciumgebrek in de vrucht door een te hoge stikstofgift, een teveel aan kalium en/of magnesium in de grond. Een te sterke snoei kan kurkstip bevorderen, doordat dan veel calcium gebruikt wordt voor de hergroei van de boom.
- Voedingsstoffen tekorten in de bodem: Op kalksteenbodems die ijzer immobiliseren, kan bladbemesting met ijzer beschermen tegen chlorose. Hetzelfde geldt voor mangaantekort. Bij fruitbomen kan bladbemesting met borium in de herfst bescherming bieden tegen boriumgebrek.
- Droge bovengrond: In semi-aride gebieden wordt de beschikbaarheid van voedingsstoffen vaak drastisch verminderd als gevolg van het uitdrogen van de bovengrond. In dergelijke gevallen is bladbemesting effectiever dan bodembemesting.
- Tijdens de korrelvulling bij zaden wordt bij veel planten de wortelactiviteit verminderd. Ook hier kan bladbemesting leiden tot hogere voedingstoffenniveaus en gewasopbrengsten.

Bij het irrigeren met zout water kan er een sterk verhoogde opname van chloride en natrium plaatsvinden. Dit effect is bij gewone irrigatie sterker dan bij druppelirrigatie.